# Velký Týnec
Velký Týnec (en allemand : Groß Teinitz ou Großteinitz) est une commune du district et de la région d'Olomouc, en Tchéquie. Sa population s'élevait à 3 205 habitants en 2025.

## Géographie
Velký Týnec se trouve à 8 km au sud-est du centre d'Olomouc et à 217 km à l'est-sud-est de Prague.
La commune est limitée par Olomouc au nord-ouest, par Velká Bystřice au nord-est, par Svésedlice et Tršice à l'est, par Suchonice, Krčmaň et Grygov au sud, et par Kožušany-Tážaly à l'ouest.

## Histoire
La première mention écrite de la localité date de 1207.

## Administration
La commune se compose de trois sections :
- Čechovice
- Velký Týnec
- Vsisko

## Transports
Par la route, Velká Týnec se trouve à 10 km d'Olomouc et à 252 km de Prague.